# علي بن عساكر البطائحي
علي بن عساكر بن المرحب البطائحي الضرير، هو عالمٌ مسلمٌ من العراق من علماء الحديث النبوي، وُلِدَ عام 490 هـ.
قال عنه الذهبي رحمه الله: الإمام، مقرئ العراق أبو الحسن 
وله مصنف في القراءات، وكان يدري العربية جيدًَا 
توفي في شعبان سنة اثنتين وسبعين وخمسمئة .

## روايته للحديث النبوي
- حدّث عن : أبي طالب بن يوسف، وهبة الله بن الحصين
- تلا بالرويات على : أبي العز القلانسي، وأبي عبد الله البارع، وأبي بكر المزرفي وعمر بن إبراهيم الزيدي . وتقدم في هذا الشأن .
- أخذ عنه القراءات : الوزير عون الدين، وعبد العزيز بن دلف، والخطيب بهاء الدين بن الجميزي وعدة
- حدّث عنه : ابن الأخضر، وعبد الغني، وعبد القادر الرهاوي، وابن باقا، والشيخ الموفق، وآخرون .

## في الحديث النبوي والتفسير
أخبرنا عبد الحافظ بنابلس، أخبرنا ابن قدامة، أخبرنا علي بن عساكر بقراءتي، أخبركم أبو طالب اليوسفي، أخبرنا أبو إسحاق البرمكي، أخبرنا محمد بن بخيت، أخبرنا عمر بن محمد، حدثنا أبو بكر الأثرم، حدثنا عفان، حدثنا حماد بن سلمة، أخبرنا ثابت، عن عبد الرحمن بن أبي ليلى، عن صهيب : أن رسول الله -صلى الله عليه وسلم- قرأ هذه الآية :( للذين أحسنوا الحسنى وزيادة )
قال : إذا دخل أهل الجنة الجنة وأهل النار النار، نادى مناد : يا أهل الجنة، إن لكم عند الله عهدا يريد أن ينجزكموه . قالوا : ألم يبيض وجوهنا، ويثقل موازيننا، ويدخلنا الجنة، ويجرنا من النار ؟ فيكشف الحجاب، فينظرون إليه، فوالله ما أعطاهم الله شيئا أحب إليهم من ذلك ولا أقر لأعينهم منه .